# نادي العدالة موسم 2009–10
نادي العدالة موسم 2009–10 هو الموسم السادس والعشرون في تاريخ نادي العدالة، وشارك فيه بدوري الدرجة الأولى، لعب 26 مباراة وحصد 31 نقطة ليحصد المركز الثامن.

## نظرة عامّة
| المنافسة                   | أول مباراة       | آخر مباراة          | الدور الافتتاحي | المركز النهائي | السجل | السجل | السجل | السجل | السجل | السجل | السجل | السجل   |
| المنافسة                   | أول مباراة       | آخر مباراة          | الدور الافتتاحي | المركز النهائي | لعب   | ف     | ت     | خ     | له    | عليه  | ف.أ.  | الفوز % |
| -------------------------- | ---------------- | ------------------- | --------------- | -------------- | ----- | ----- | ----- | ----- | ----- | ----- | ----- | ------- |
| دوري الدرجة الأولى السعودي | 31 آب/أغسطس 2009 | 23 نيسان/أبريل 2010 | الجولة الأولى   | المركز الثامن  | 26    | 8     | 7     | 11    | 32    | 33    | −1    | 030٫77  |
| كأس الملك                  | –                | –                   | –               | –              | 0     | 0     | 0     | 0     | 0     | 0     | +0    | —       |
| المجموع                    | المجموع          | المجموع             | المجموع         | المجموع        | 26    | 8     | 7     | 11    | 32    | 33    | −1    | 030٫77  |

المصدر: المنافسات

### حصيلة النتائج
| الفريق ╲ الجولة | 1 | 2 | 3 | 4 | 5 | 6 | 7 | 8 | 9 | 10 | 11 | 12 | 13 | 14 | 15 | 16 | 17 | 18 | 19 | 20 | 21 | 22 | 23 | 24 | 25 | 26 |
| --------------- | - | - | - | - | - | - | - | - | - | -- | -- | -- | -- | -- | -- | -- | -- | -- | -- | -- | -- | -- | -- | -- | -- | -- |
| العدالة         | L | D | D | D | W | L | L | D | W | L  | W  | D  | L  | W  | L  | W  | W  | L  | L  | D  | L  | L  | L  | D  | L  | W  |

### ملخص النتائج
| شامل | شامل | شامل | شامل | شامل | شامل | شامل | شامل | على أرضه | على أرضه | على أرضه | على أرضه | على أرضه | على أرضه | خارج أرضه | خارج أرضه | خارج أرضه | خارج أرضه | خارج أرضه | خارج أرضه |
| لعب  | ف    | ت    | خ    | أ.ل  | أ.ع  | ف.أ  | ن    | ف        | ت        | خ        | أ.ل      | أ.ع      | ف.أ      | ف         | ت         | خ         | أ.ل       | أ.ع       | ف.أ       |
| ---- | ---- | ---- | ---- | ---- | ---- | ---- | ---- | -------- | -------- | -------- | -------- | -------- | -------- | --------- | --------- | --------- | --------- | --------- | --------- |
| 26   | 8    | 7    | 11   | 32   | 33   | −1   | 31   | 5        | 2        | 6        | 17       | 14       | +3       | 3         | 5         | 5         | 15        | 19        | −4        |

## الدوري

### معلومات عامّة
النصف الأول
بدأ العدالة بداية متعثرة في الدوري حيثُ سقط في الجولة الافتتاحيّة في الواحد والثلاثين من آب/أغسطس 2009 أمام نادي أبها في ملعب الأمير سلطان بن عبد العزيز بهدفين نظيفين، ثمّ تعثر في الجولة المواليّة حينما اقتسمَ نقاط المباراة مع نادي حطين الذي فرض عليه تعادلًا في ملعب الأمير عبد الله بن جلوي بمدينة الأحساء بهدفٍ في كلّ شبكة، ثمّ تعادل للمرة الثانية تواليًا في الثلاثين من أيلول/سبتمبر أمام نادي الرياض في العاصِمة السعوديّة بهدفٍ في كلّ شبكة.
واصلَ العدالة نزيف النقاط حينما تعادل من جديدٍ في الجولة الرابعة (التي أُقيمت في الثامن من تشرين الأول/أكتوبر 2009) أمام نادي أحد في ملعب الأمير محمد بن عبد العزيز بهدفٍ في كلّ شبكة، قبل أن يُحقّق أول فوزٍ له في الدوري – بعد أربع جولاتٍ من النتائج السلبيّة – على حسابِ نادي الخليج في الأحساء، لكنّه تعرض في الجولة المواليّة لخسارة مذلة أمام نادي الطائي بهدفينِ نظيفينِ في مدينة حائل وهو ما عقّد من مسؤوليتهِ في احتلال مركزٍ متقدم.
تعرض العدالة لخسارة هي الثانيّة على التوالي – والثالثة في الدوري – حينما تغلّب عليه نادي الوطني في عقرِ داره الأحساء بثلاثة أهداف مقابل اثنين في مباراة مثيرة حُسمت نتيجتها حتى اللحظات الأخيرة. حاول العدالة تدارك الأمور في الجولة السابعة حينما استضافَ نادي الشعلة لكنّه فشل من جديدٍ حينما فرض عليهِ هذا الأخير تعادلًا إيجابيًا (1 – 1) في آخر اللحظات. نجحَ العدالة في الجولة التاسعة في تحقيقِ فوز مفاجئ – بالنظر إلى مستواه في الدوري – خارج الديار على الأنصار بثلاثة أهداف مقابل واحد في المباراة التي لُعبت في الثالث عشر من تشرين الثاني/نوفمبر 2009 في ملعب الأمير محمد بن عبد العزيز في المدينة المنورة.
من أصلِ تسع مبارياتٍ لعبها النادي الأحسائي، تمكّن من تحقيقِ الفوز في مرتينِ فقط بينما تعادل في أربع مرات وانهزمَ في ثلاث مبارياتٍ أخرى جامعًا بذلك 10 نقاطٍ من أصلِ 27 ممكنة.
النصف الثاني
حاول العدالة تدارك ما فاتهُ في الجولات التسع الماضيّة فحلَّ ضيفًا ثقيلًا على نادي ضمك وعينهُ على النقاط الثلاث لكنّه اصطدم بقوّة الفريق الجنوبي الذي فاز عليه هو الآخر بصعوبة (2 – 1) في المباراة التي لُعبت في الثالث والعشرين من كانون الأول/ديسمبر على أرضيّة ملعب الأمير سلطان بن عبد العزيز في مدينة خميس مشيط. عاد العدالة لسكّة الانتصارات حينما فاز في الثلاثين من كانون الأول/ديسمبر 2009 على نادي التعاون بهدفين مقابل واحد في الأحساء، ثمّ تعادل في الجولة المواليّة أمام نادي هجر في مباراة ديربي قويّة بهدفٍ في كلّ شبكة.
سُرعان ما دخل النادي الأحسائي في دوامةٍ من النتائج السلبيّة بعدما خسر على أرضيّة ميدانهِ أمام نادي الفيصلي بهدفٍ نظيفٍ في الرابع عشر من كانون الثاني/يناير 2010، ومع أنه فاز على أبها في الأحساء أيضًا بهدفين نظيفين – بعدما خسر معه ذهابًا بنفس النتيجة –، إلّا أنه تعثر من جديدٍ في الجولة الخامسة عشر أمام نادي حطين في مباراة مثيرة شهدت تسع أهدافٍ كاملةٍ، خمسة من نصيبِ النادي العنابي وأربعة للأحسائي مواصلًا بذلك التدهور على سلّم الترتيب.
انتفضَ العدالة أخيرًا فتمكّن في العاشر من شباط/فبراير 2010 (الجولة السادسة عشر) من تحقيق فوزٍ مهمٍ وكاسحٍ على نادي الرياض في ملعب الأمير عبد الله بن جلوي برباعيّة نظيفة وهو الفوزُ الذي أنعش آمال الفريق الأحسائي وجعلهُ يبتعدُ كثيرًا عن مراكز الهبوط، ثمّ ما لبث وأن أعاد الكرّة حينما انتصر على نادي أحد – تعادل الفريقانِ ذهابًا – بهدفين مقابل واحد في ملعب الأمير عبد الله بن جلوي، قبل أن يُنهي النصف الثاني من الدوري في المركز السابع بعدما خسر أمام نادي الخليج بهدفين نظيفين في ملعب نادي الخليج بمدينة سيهات.
في تسعِ جولات لعبها، تمكّن العدالةُ من تحقيقِ الفوز في أربعِ مبارياتٍ بينما تعادل في مباراة واحدة وخسر في أربعِ مبارياتٍ أخرى جامعًا بذلك 13 نقطة من أصلِ 27 ممكنة.
النصف الثالث
واصل العدالة نتائجهُ المخيّبة للآمال فعلى الرغمِ من فوزهِ في الجولة التاسعة عشر أمام نادي الطائي في ملعب الأمير عبد الله بن جلوي بمدينة الأحساء بهدفٍ نظيفٍ في الرابع من آذار/مارس 2010، وعودته بنقطة تعادلٍ مهمةٍ من تبوك حينما فرضَ تعادلًا سلبيًا في العاشر من آذار/مارس على نادي الوطني في ملعب الملك خالد بن عبد العزيز إلّا أنه عانى الأمرين في الجولات المواليّة.
دخل النادي الأحسائي في دوامةٍ من النتائج السلبيّة التي بدأت في الجولة الواحدة والعشرين بخسارةٍ أمام نادي الشعلة في الخرج في التاسع عشر من آذار/مارس بهدفٍ نظيفٍ، ثمّ تلتها خسارةٌ أخرى في الجولة المواليّة أمام نادي الأنصار بنفس النتيجة، وتكبّد الفريقُ الأحسائي خسارة هي الثالثة تواليًا أمام ضمك بهدفينِ مقابل واحد في ملعب الأمير عبد الله بن جلوي فاقدًا بذلك المركز السادس في جدول ترتيب الدوري لصالح نادي الخليج.
تمكّن العدالة أخيرًا من إيقافِ سلسلة هزائمهِ المتتاليّة والتي امتدت لثلاث مبارياتٍ ولو بتعادلٍ صعبٍ أمام التعاون في ملعب الملك عبد الله بمدينة بريدة في التاسع من نيسان/أبريل، لكنّه عاد لدوّامة الخسائر فسقطَ من جديدٍ على أرضيّة ملعبهِ أمام نادي هجر في مباراة ديربي مثيرة انتهت بهدفٍ واحد لصالحِ هذا الأخير بعدما كانت مباراة الذهاب قد انتهت بالتعادلِ الإبجابيّ. نجحَ العدالة في آخر جولةٍ من جولات الدوري في تحقيقِ انتصارٍ معنويّ مهمٍ على نادي الفيصلي – المتوّج باللقبِ قبل جولةٍ من الختام – بهدفينِ مقابل واحد في مدينة المجمعة الرياضية بالمجمعة ليُنهي بذلك الدوري في المركز الثامن.
في المباريات الثمانية التي لعبها العدالة في النصفِ الثالث والأخير من الدوري، تمكّن الفريق من تحقيقِ الفوز في مناسبة يتيمة – كانت أمام الفيصلي – فيما تعادل في مناسبتين وخسر في خمس مناسباتٍ أخرى ليجمع بذلك 5 نقاطٍ فقط من أصل 24 ممكنة واصلًا في المجموع الكليّ للنقطة الواحدة والثلاثين وهو عددُ النقاط الذي مكّن الفريق الأحسائي من احتلال المركز الثامن في جدول ترتيب الدوري.

### قائمة المباريات
ترتيب الدوري
خاض العدالة في موسمهِ الكرويّ 2009–10 26 مباراةً في إطاري دوري الدرجة الأولى السعودي جامعًا 31 نقطة بعد ثمانية انتصارات وسبع تعادلات مقابل 11 هزيمة. سجّل العدالة طوال جولات الدوري ما مجموعهُ 32 هدفًا بمعدل 1.23 في كلّ مباراة وهو معدلٌ متوسّطٌ مقارنة بالمعدل الذي حصل عليهِ نادي الفيصلي مثلًا – حامل اللقب – والذي تمكّن من تسجيلِ 44 هدفًا بمعدل 1.69 في كلّ مباراة، بينما استقبلَ العدالة 33 هدفًا بمعدل 1.26 في كلّ مباراة وهو أيضًا معدل سيئ حتى متوسط. حلَّ العدالة خلف نادي هجر – وهو نادٍ من منطقة الأحساء أيضًا – الذي جاء في المرتبة السابعة بـ 33 نقطة بفارقِ نقطتينِ عن العدالة وذلك بعد فوزهِ في تسع مباريات وتعادله في ستّة مقابل خسارتهِ في إحدى عشر مقابلة. حلَّ خلفَ العدالة نادي الشعلة الذي جمعَ 29 نقطة أقلّ بنقطتينِ من النادي الأحسائي وذلك بعدما فاز في سبع مبارياتٍ وتعادل في ثمانية وخسر في إحدى عشر مقابلة.
| م  | الفريق       | لعب | ف  | ت  | خ  | له | عليه | ف.أ | نقاط | صعود أو هبوط                    |
| -- | ------------ | --- | -- | -- | -- | -- | ---- | --- | ---- | ------------------------------- |
| 1  | نادي الفيصلي | 26  | 17 | 7  | 2  | 44 | 12   | 32  | 58   | صعود إلى دوري المحترفين السعودي |
| 2  | نادي التعاون | 26  | 17 | 5  | 4  | 35 | 18   | 17  | 56   | صعود إلى دوري المحترفين السعودي |
| 3  | نادي الأنصار | 26  | 14 | 8  | 4  | 41 | 26   | 15  | 50   |                                 |
| 4  | نادي أبها    | 26  | 12 | 5  | 9  | 39 | 36   | 3   | 41   |                                 |
| 5  | نادي الطائي  | 26  | 12 | 4  | 10 | 30 | 25   | 5   | 40   |                                 |
| 6  | نادي الخليج  | 26  | 10 | 4  | 12 | 34 | 34   | 0   | 34   |                                 |
| 7  | نادي هجر     | 26  | 9  | 6  | 11 | 34 | 41   | -7  | 33   |                                 |
| 8  | نادي العدالة | 26  | 8  | 7  | 11 | 32 | 33   | -1  | 31   |                                 |
| 9  | نادي الشعلة  | 26  | 7  | 8  | 11 | 36 | 40   | -4  | 29   |                                 |
| 10 | نادي ضمك     | 26  | 9  | 12 | 15 | 29 | 43   | -14 | 29   |                                 |
| 11 | نادي الوطني  | 26  | 5  | 12 | 9  | 35 | 44   | -9  | 27   |                                 |
| 12 | نادي حطين    | 26  | 8  | 3  | 15 | 38 | 49   | -11 | 27   |                                 |
| 13 | نادي أحد     | 26  | 6  | 7  | 13 | 32 | 41   | -9  | 25   |                                 |
| 14 | نادي الرياض  | 26  | 7  | 4  | 15 | 24 | 41   | -17 | 25   |                                 |

قائمة المباريات
هذه قائمةٌ بمباريات نادي العدالة في دوري الدرجة الأولى السعودي موسم 2009–10:
| 31 أغسطس 2009 1 | أبها | 2 – 0 | العدالة | أبها                                    |
| 18:00           |      |       |         | الملعب: ملعب الأمير سلطان بن عبد العزيز |

| 06 سبتمبر 2009 2 | العدالة | 1 – 1 | حطين | الأحساء                              |
| 19:00            |         |       |      | الملعب: ملعب الأمير عبد الله بن جلوي |

| 30 سبتمبر 2009 3 | الرياض | 2 – 2 | العدالة | الرياض              |
| 17:00            |        |       |         | الملعب: ملعب الصائغ |

| 08 أكتوبر 2009 4 | أحد | 1 – 1 | العدالة | المدينة المنورة                        |
| 14:45            |     |       |         | الملعب: ملعب الأمير محمد بن عبد العزيز |

| 15 أكتوبر 2009 5 | العدالة | 1 – 0 | الخليج | الأحساء                              |
| 19:40            |         |       |        | الملعب: ملعب الأمير عبد الله بن جلوي |

| 22 أكتوبر 2009 6 | الطائي | 2 – 0 | العدالة | حائل                                    |
| 18:00            |        |       |         | الملعب: ملعب الأمير عبد العزيز بن مساعد |

| 29 أكتوبر 2009 7 | العدالة | 2 – 3 | الوطني | الأحساء                              |
| 19:40            |         |       |        | الملعب: ملعب الأمير عبد الله بن جلوي |

| 05 نوفمبر 2009 8 | العدالة | 1 – 1 | الشعلة | الأحساء                              |
| 16:25            |         |       |        | الملعب: ملعب الأمير عبد الله بن جلوي |

| 13 نوفمبر 2009 9 | الأنصار | 1 – 3 | العدالة | المدينة المنورة                        |
| 20:00            |         |       |         | الملعب: ملعب الأمير محمد بن عبد العزيز |

| 23 ديسمبر 2009 10 | ضمك | 2 – 1 | العدالة | خميس مشيط                               |
| 19:25             |     |       |         | الملعب: ملعب الأمير سلطان بن عبد العزيز |

| 30 ديسمبر 2009 11 | العدالة | 2 – 1 | التعاون | الأحساء                              |
| 19:00             |         |       |         | الملعب: ملعب الأمير عبد الله بن جلوي |

| 07 يناير 2010 12 | هجر | 1 – 1 | العدالة | الأحساء                              |
| 16:00            |     |       |         | الملعب: ملعب الأمير عبد الله بن جلوي |

| 14 يناير 2010 13 | العدالة | 0 – 1 | الفيصلي | الأحساء                              |
| 13:00            |         |       |         | الملعب: ملعب الأمير عبد الله بن جلوي |

| 22 يناير 2010 14 | العدالة | 2 – 0 | أبها | الأحساء                              |
| 16:45            |         |       |      | الملعب: ملعب الأمير عبد الله بن جلوي |

| 28 يناير 2010 15 | حطين | 5 – 4 | العدالة | جازان                                  |
| 16:35            |      |       |         | الملعب: ملعب مدينة الملك فيصل الرياضية |

| 10 فبراير 2010 16 | العدالة | 4 – 0 | الرياض | الأحساء                              |
| 16:00             |         |       |        | الملعب: ملعب الأمير عبد الله بن جلوي |

| 18 فبراير 2010 17 | العدالة | 2 – 1 | أحد | الأحساء                              |
| 16:40             |         |       |     | الملعب: ملعب الأمير عبد الله بن جلوي |

| 25 فبراير 2010 18 | الخليج | 2 – 0 | العدالة | سيهات                    |
| 13:30             |        |       |         | الملعب: ملعب نادي الخليج |

| 04 مارس 2010 19 | العدالة | 1 – 0 | الطائي | الأحساء                              |
| 16:25           |         |       |        | الملعب: ملعب الأمير عبد الله بن جلوي |

| 10 مارس 2010 20 | الوطني | 0 – 0 | العدالة | تبوك                                  |
| 16:00           |        |       |         | الملعب: ملعب الملك خالد بن عبد العزيز |

| 19 مارس 2010 21 | الشعلة | 1 – 0 | العدالة | الخرج                    |
| 13:00           |        |       |         | الملعب: ملعب نادي الشعلة |

| 25 مارس 2010 22 | العدالة | 0 – 1 | الأنصار | الأحساء                              |
| 16:00           |         |       |         | الملعب: ملعب الأمير عبد الله بن جلوي |

| 02 أبريل 2010 23 | العدالة | 1 – 2 | ضمك | الأحساء                              |
| 13:45            |         |       |     | الملعب: ملعب الأمير عبد الله بن جلوي |

| 09 أبريل 2010 24 | التعاون | 1 – 1 | العدالة | بريدة                                 |
| 18:35            |         |       |         | الملعب: مدينة الملك عبد الله الرياضية |

| 16 أبريل 2010 25 | العدالة | 0 – 1 | هجر | الأحساء                              |
| 11:25            |         |       |     | الملعب: ملعب الأمير عبد الله بن جلوي |

| 23 أبريل 2010 26 | الفيصلي | 1 – 2 | العدالة | المجمعة                        |
| 15:40            |         |       |         | الملعب: مدينة المجمعة الرياضية |

### إحصائيات
- سجّل العدالة 32 هدفًا (بمعدل 1.23 في كلّ مباراة) بينما تلقّت شباكه 33 هدفًا (بمعدل 1.26 في كل مباراة).
  - سجّل العدالة 17 هدفًا في المباريات التي خاضها على أرضيّة ملعبه بينما تلقَّى 14 هدفًا.
  - سجّل العدالة 15 هدفًا خارج دياره وتلقَّى في مقابل ذلك 19 هدفًا.
- خسر العدالة ثلاث مبارياتٍ على التوالي من الجولة الواحدة والعشرين (أمام الشعلة) حتى الجولة الثالثة والعشرين (أمام ضمك).
  - حقَّقَ العدالة انتصارينِ على التوالي كأطول سلسلة انتصاراتٍ له في الدوري هذا الموسم وذلك في الجولتين السادسة عشر (أمام الرياض) والسابعة عشر (أمام أحد)
- أكبر انتصارٍ حقّقه نادي العدالة في الموسم الكرويّ 2009–10 كان داخل ميدانهِ على حسابِ نادي الرياض برباعيّة نظيفة في الجولة السادسة عشر.
  - أكبر خسارةٍ تعرض لها النادي الأحسائي كانت في الجولة الافتتاحيّة حينما خسر في أبها أمام نادي أبها بهدفين نظيفين وهي ذاتُ النتيجة التي تكررت في الجولة السادسة أمام نادي الطائي.

## كأس وليّ العهد

### معلومات عامة
كان العدالة يُمنّي النفس بالذهابِ بعيدًا في مسابقة كأس وليّ العهد خاصّة أن مستواه في الدوري كان متذبذبًا جدًا ولم يستطع الحصول على مركزٍ يضمن له الصعود لدوري الأضواء. أول مباراةٍ له في المسابقة كانت في العاشر من كانون الأول/ديسمبر 2009 أمام نادي الخليج في ملعبه بمدينة سيهات وانتهت بهدفينِ للثاني مقابل هدفٍ وحيدٍ للأول ليُغادر عندها العدالة المسابقة من دورها الأول.

### قائمة المباريات
هذه هي المباراة الوحيدة التي لعبها نادي العدالة في إطار مباريات كأس وليّ العهد:
| 10 ديسمبر 2009 دور الـ 32 | الخليج | 2 – 1 | العدالة | سيهات                    |
| 13:00                     |        |       |         | الملعب: ملعب نادي الخليج |

### إحصائيات
- خاض نادي العدالة مباراة واحدة في مسابقة كأس وليّ العهد فخسر من الدور الأول (دور الـ 32) على يدِ نادي الخليج.
  - سجّل العدالة في المباراة الوحيدة التي لعبها في إطار هذه المنافسة هدفًا واحدًا فقط وتلقى في المقابل هدفين.